# Revo (nápoj)
Revo (ukrajinsky Ре́во) je ukrajinská značka nízkoalkoholických energetických nápojů. Společnost New Products produkuje hlavní alkoholickou verzi tohoto nápoje pod názvem Revo AlcoEnergy a nealkoholickou verzi Revo Energy.

## Historie

### Historie
Branding Revo vytvořila v květnu 2007 ukrajinská společnost New Products (Нові продукти) a ještě ten měsíc byly nápoje vydány na ukrajinský trh. Licence patří americké společnosti Red & Blue Beverages. Zpočátku vývoj reklamy prováděla společnost Euro RSCG Kyiv.
Od roku 2009 byl nápoj prodáván také v Rusku. Později pro nápoj reklamní agentura PROVID vytvořila videoklip, který v roce 2010 získal cenu na Mezinárodním festivalu reklamy v Kyjevě.
V roce 2012 vyšla limitovaná edice nápoje Revo Limited Edition v novém balení. V roce 2016 představoval Revo 19 % ruského trhu s energetickými nápoji.
V březnu 2022 oznámila výrobní společnost z důvodu invaze Ruska na Ukrajinu úplné ukončení všech obchodních vztahů s Ruskou federací a Běloruskem.
Dále v roce 2022 byl design obalu změněn za modernější.

### Popis
Revo AlcoEnergy obsahuje potravinářské přísady E1520 , E221 a E1518. Dále obsahuje guaranu, taurin a kofein. V roce 2014 byla vydána také varianta bez kofeinu, která používá klanoprašku.

### Kritika
Nápoj byl opakovaně kritizován kvůli jeho konzumaci nezletilými. Od roku 2015 byl prodej v některých oblastech Ruska zakázán.